# Cytochrom b

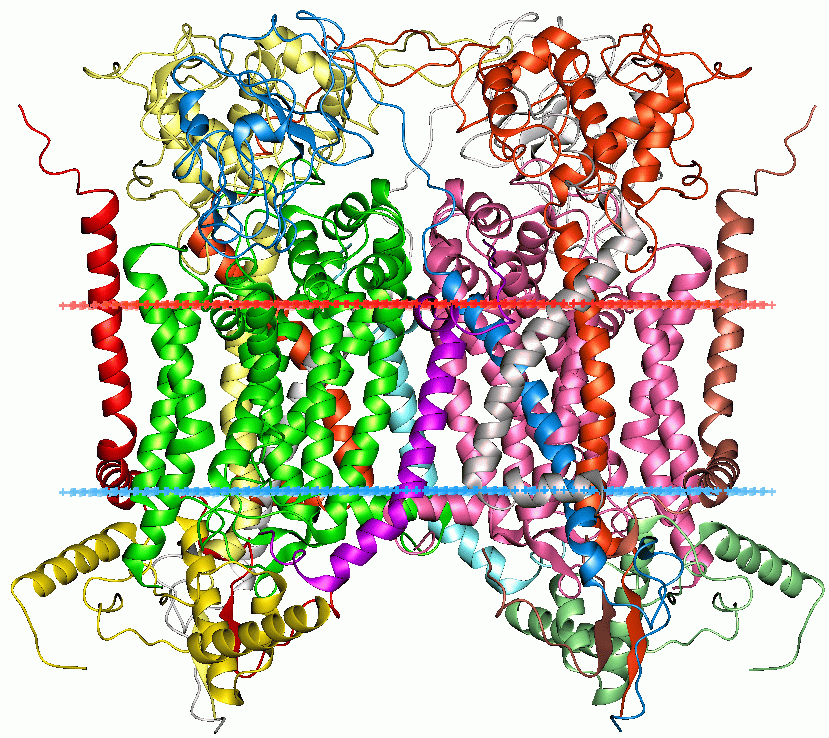
Mitochondrialny cytochrom bc1

Cytochrom b/b6 – główna podjednostka transbłonowych kompleksów cytochromów bc1 i b6f.
Cytochrom b jest jedną z trzech podjednostek katalitycznych (obok cytochromu c1 i białka Rieskiego), występującej w mitochondriach eukariotów i bakteriach tlenowych, oksydoreduktazy ubichinol-cytochrom c, występującej również pod nazwami kompleks III lub cytochromu bc1 – w zależności od organizmu.
Podobną funkcję w chloroplastach roślin i sinic pełni analog cytochromu b – cytochrom b6, który jest częścią kompleksu cytochrom b6f.

## Struktura
Cytochrom b jest zbudowany z 8 wewnątrz błonowych helis. Zawiera dwa kofaktory – hemy b (wysoko potencjałowy hem bH i nisko potencjałowy hem bL), które są niekowalencyjnie związane z białkiem. Ligandami dla obu hemów są cztery konserwatywne reszty histydyny (po dwie na każdy kofaktor). Cytochrom b zawiera miejsce redukcji chinonów (miejsce Qi), które znajduje się po negatywnej stronie błony oraz współtworzy, wraz z białkiem Rieskiego, miejsce utleniania hydrochinonów (miejsce Qo).
W cytochromie b6f w miejscu cytochromu b znajdują się dwie podjednostki, cytochrom b6 i podjednostka IV. Cytochrom b6 jest zbudowany z czterech wewnątrzbłonowych helis i pełni podobną funkcję jak cytochrom b. Zawiera dodatkowy kofaktor, hem c, przyłączony kowalencyjnie przez jedną, konserwatywną resztę cysteiny. Funkcja dodatkowego kofaktora nie jest znana, najprawdopodobniej bierze udział w procesie cyklicznej fazy jasnej fotosyntezy.

## Funkcja
Główną funkcją cytochromu b/b6 jest transfer elektronu pomiędzy miejscami Qo i Qi. Tym samym cytochrom b/b6 jest odpowiedzialny za działanie pompy protonowej, która generuje gradient protonowy. Transfer elektronu z hydrochinonu na hem bL jest możliwy dzięki ruchowi domeny białka Rieskiego zawierającej centrum żelazowo-siarkowe. Następnie elektron przemieszcza się na hem bH skąd może zostać użyty do redukcji chinonu do semichinonu w miejscy Qi. W kolejnym cyklu semichinon redukowany jest do hydrochinonu i przechodzi do błony.
Proces redukcji chinonu i transferu elektronu zachodzący w cytochromie b/b6 jest odwracalny.